# Андалусия (Колумбия)
Андалусия (исп. Andalucía) — город и муниципалитет на западе Колумбии, на территории департамента Валье-дель-Каука. Входит в состав Центрального субрегиона.

## История
Поселение, из которого позднее вырос город, было основано в 1836 году. Муниципалитет Андалусия был выделен в отдельную административную единицу в 1884 году.

## Географическое положение
Город расположен в центральной части департамента, в предгорьях Центральной Кордильеры, к востоку от реки Каука, на расстоянии приблизительно 81 километра к северо-востоку от города Кали, административного центра департамента. Абсолютная высота — 958 метров над уровнем моря.
Муниципалитет Андалусия граничит на севере и северо-востоке с территорией муниципалитета Бугалагранде, на западе — с муниципалитетом Трухильо, на юго-западе — с муниципалитетом Риофрио, на юге — с муниципалитетом Тулуа. Площадь муниципалитета составляет 316 км².

## Население
По данным Национального административного департамента статистики Колумбии, совокупная численность населения города и муниципалитета в 2015 году составляла 17 811 человек.
Динамика численности населения муниципалитета по годам:
| 2005   | 2006   | 2007   | 2008   | 2009   | 2010   | 2011   | 2012   | 2013   | 2014   | 2015   |
| ------ | ------ | ------ | ------ | ------ | ------ | ------ | ------ | ------ | ------ | ------ |
| 18 136 | 18 057 | 18 037 | 17 991 | 17 976 | 17 945 | 17 917 | 17 889 | 17 864 | 17 837 | 17 811 |

Согласно данным переписи 2005 года мужчины составляли 48,7 % от населения Андалусии, женщины — соответственно 51,3 %. В расовом отношении белые и метисы составляли 96 % от населения города; негры, мулаты и райсальцы — 4 %.
Уровень грамотности среди всего населения составлял 91,1 %.

## Экономика
65,7 % от общего числа городских и муниципальных предприятий составляют предприятия торговой сферы, 24,5 % — предприятия сферы обслуживания, 8,2 % — промышленные предприятия, 1,6 % — предприятия иных отраслей экономики.

## Транспорт
Через город проходит национальное шоссе № 25 (исп. Ruta Nacional 25).